# Rochester, Texas
Rochester là một thị trấn thuộc quận Haskell, tiểu bang Texas, Hoa Kỳ. Năm 2010, dân số của thị trấn này là 324 người.

## Dân số
- Dân số năm 2000: 378 người.
- Dân số năm 2010: 324 người.